# ترابيست-1b
ترابيست-1 بي (بالإنجليزية: TRAPPIST-1b)‏ هو كوكب خارج المجموعة الشمسية، في كوكبة الدلو، يدور حول النجم القزم فائق البرودة ترابيست-1، تبلغ فترته المدارية 1.51085 يوم.

## الاكتشاف
أكتشف في 2 مايو 2016، وكانت طريقة الاكتشاف عبور فلكي.

## النظام الكوكبي
| رفيق (بترتيب النجوم) | كتلة         | نصف محور (AU)         | الفترة المدارية (يوم)   | انحراف | ميلان         | نق                |
| -------------------- | ------------ | --------------------- | ----------------------- | ------ | ------------- | ----------------- |
| ترابيست-1 بي         | 0.85±0.72 م⊕ | 0.01111 (1.66 mln km) | 1.51087081 ± 0.00000060 | <0.081 | 89.65 ± 0.25° | 1.086 ± 0.035 أر⊕ |